# Farmersville (Teksas)
Farmersville je grad u američkoj saveznoj državi Teksas. Prema popisu stanovništva iz 2010. u njemu je živjelo 3.301 stanovnika.